# حافظه فرار

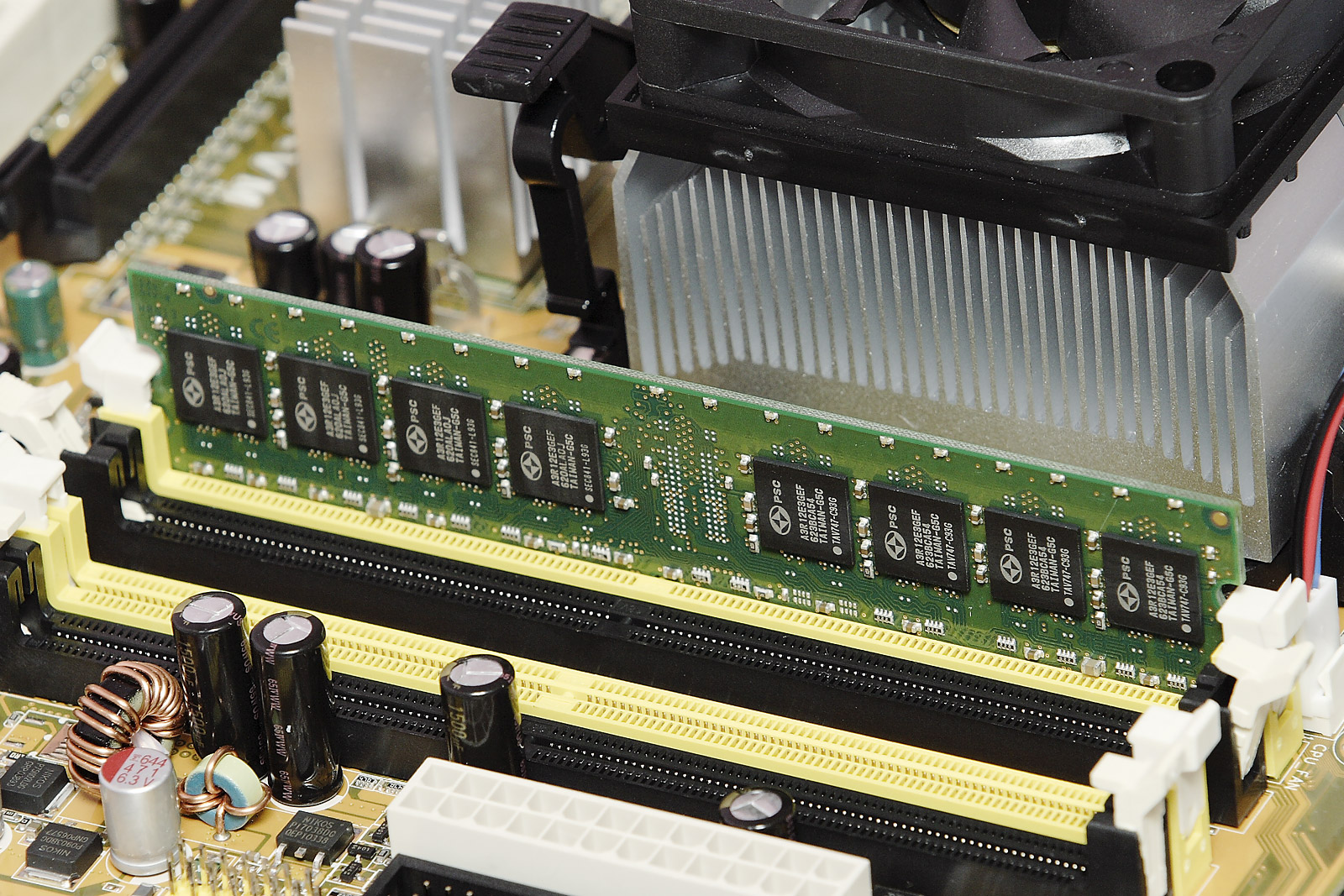
حافظه فرار

در رایانه‌ها حافظهٔ فَرّار (Volatile Memory) حافظه‌ای است که با قطع شدن تغذیه، اطلاعات آن از دست خواهد رفت. برعکس، حافظهٔ غیرفرار (non-volatile memory) حافظه‌ای که با قطع شدن تغذیه داده‌هایش از دست نمی‌رود.
بیشتر حافظه‌های دسترسی تصادفی (RAM) امروزی فرار هستند ازجمله حافظه دسترسی تصادفی پویا (DRAM) و حافظه دسترسی تصادفی ایستا (SRAM).
حافظه‌های تداعیگر و رم‌های دو-درگاهی معمولاً از حافظه‌های فرار استفاده می‌کنند. از فناوری‌های اولیه ذخیره داده‌ها می‌توان به حافظه خط تأخیر و لوله ویلیامز اشاره کرد.